# فایننشال تریبون
فایننشال تریبون (به انگلیسی: Financial Tribune) یک روزنامه انگلیسی‌زبان چاپ تهران است که نخستین شماره آن در ۱۶ شهریور ۱۳۹۳ منتشر شد. این روزنامه وابسته به دنیای اقتصاد تابان است و دیدگاهی اقتصادی به اخبار روز دارد.